# Parfait Mandanda
Parfait Mandanda (ur. 10 listopada 1989 w Nevers) – kongijski piłkarz francuskiego pochodzenia występujący na pozycji bramkarza w klubie SM Caen.

## Kariera klubowa
Mandanda rozpoczął swoją karierę w klubie SM Caen, jednak w 2001 roku został zakupiony przez zespół francuskiej Ligue 1 Girondins Bordeaux. W 2008 roku został przesunięty do pierwszego zespołu. W styczniu 2009 roku do końca sezonu 2008/09 wypożyczono go do AS Beauvais Oise, zaś w lipcu 2009 roku Girondins Bordeaux zdecydowało się sprzedać go do tego klubu.
W sezonie 2010/2011 Mandanda grał w tureckim klubie Altay SK. W 2011 roku przeszedł do Royalu Charleroi. W 2019 był wypożyczony do Dinama Bukareszt, a w 2020 do Hartford Athletic.

## Kariera reprezentacyjna
5 lutego 2008 roku Mandanda zadebiutował w reprezentacji Demokratycznej Republiki Konga w spotkaniu przeciwko reprezentacji Francji B. Mandanda zagrał tylko w drugiej połowie, natomiast jego brat, Steve rozegrał pierwsze 45. minut w barwach Trójkolorowych. Jednakże spotkanie to nie jest uznawane za oficjalne.
Swój już pełnoprawny debiut w narodowych barwach zaliczył 25 marca 2008 roku w spotkaniu przeciwko reprezentacji Gabonu.

## Życie osobiste
Parfait jest młodszym bratem bramkarza oraz reprezentanta Francji Steve'a Mandandy i ponadto ma jeszcze dwóch młodszych braci. Obydwaj również występują na pozycji golkipera: Riffi w SM Caen i reprezentacji Francji do lat 16 oraz Ever w Lusitanos Saint-Maur.